# География Сент-Китса и Невиса
Сент-Китс и Невис – островное государство в северной части Карибского моря, самое маленькое государство Нового Света как по численности населения, так и по территории. Территория состоит из двух островов вулканического происхождения: Сент-Китс площадью 168 км2 и Невис площадью 93 км2, расположенных на расстоянии около 3,5 км друг от друга. Общая площадь – 261 км2. Население –  53 тыс. человек (2025).  Столица – город Бастер с населением 20 тыс. человек, расположенный на острове Сент-Китс. Второй крупнейший город – Чарлстон, расположенный на острове Невис. В нем проживают 1,5 тыс. человек.

## Климат

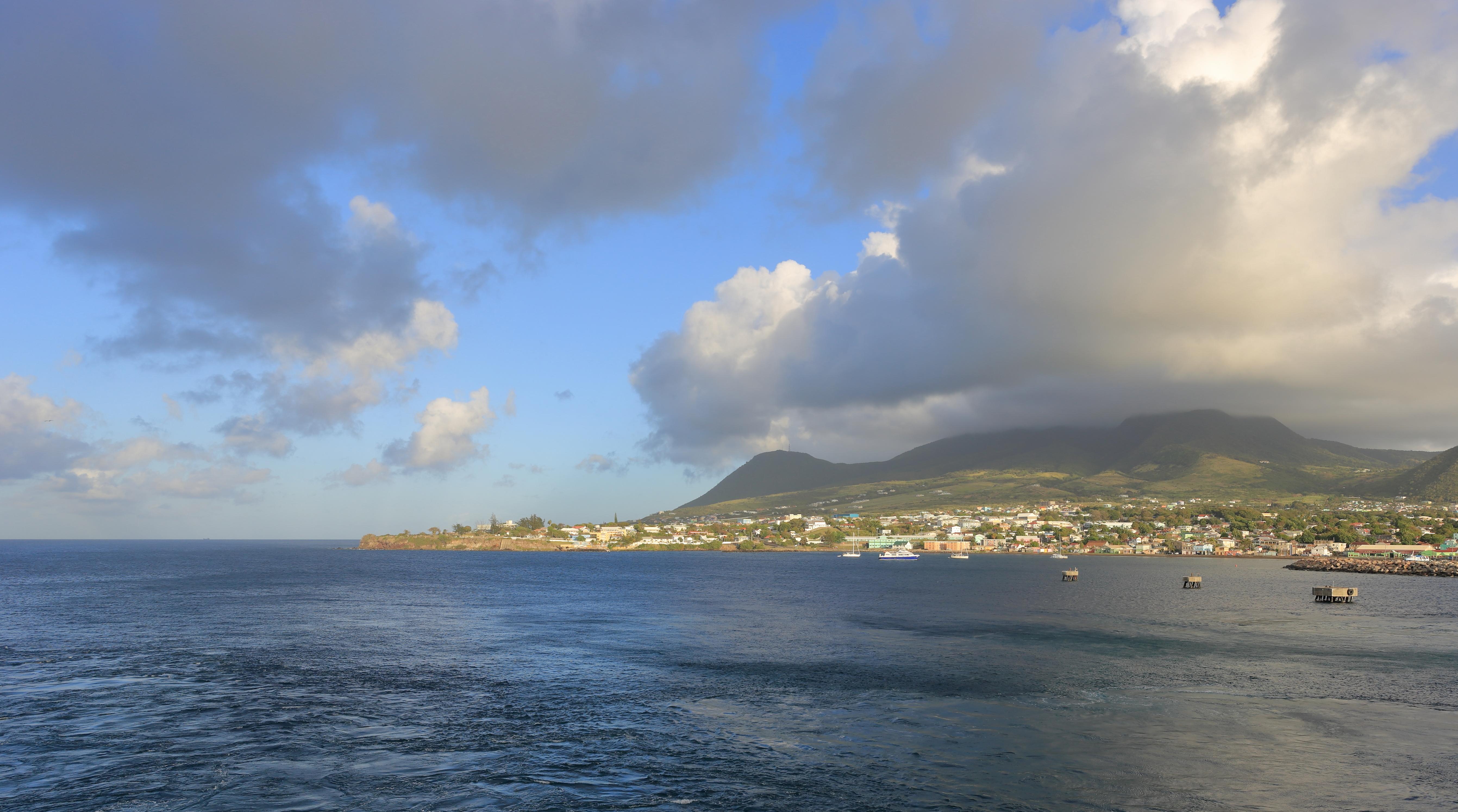
Остров Сент-Китс

Климат в Сент-Китс и Невис относится к тропическому саванному (Am по классификации климатов Кёппена) и муссонному (Aw по классификации Кёппена), они характеризуются сухой зимой и дождливым летом. Среднесуточная температура в Бастере колеблется от 23,9 °C до 26,6 °C. Уровень осадков составляет 2400 мм в год, но ежегодные значения в период 1901–2015 гг. имели значительные колебания (от 1356 до 3183 мм).

## Геология
Острова имеют вулканическое происхождение, относятся к молодым геологическим образованиям времен миоцена (менее 50 млн лет).

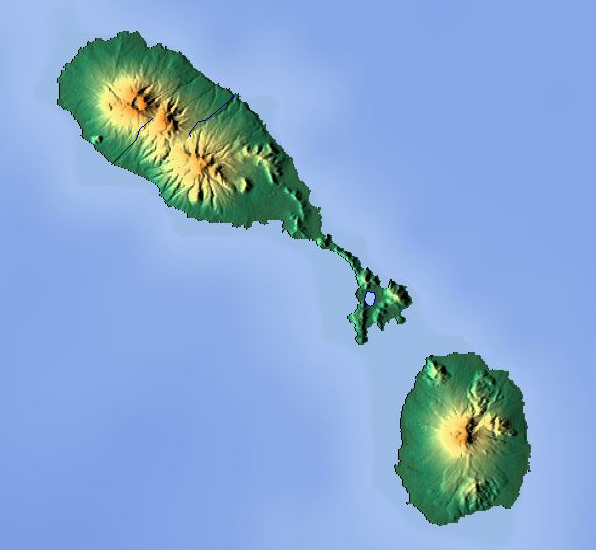
Топографическая карта Сент-Китс и Невис

Остров Сент-Китс имеет типичное для островов Малого Антильского Архипелага структуру и является одной из вершин подводного хребта, тянущегося вдоль восточной границы Карибской тектонической плиты. Остров ориентирован с северо-запада на юго-восток, имеет протяженность около 80 км и ширину около 16 км. В его структуре насчитывают четыре вулканических центра: полуостров Солт-Понд, Юго-Восточный хребет, Центральный хребет и гора Лиамуига.
Остров Невис, вероятно, возник в среднем плиоцене (3,45 млн лет назад), но имеет множество различных центров извержения разных периодов, что не позволяет построить однозначную модель его происхождения.
Район Подветренных островов, где расположен Сент-Китс и Невис, является наиболее сейсмически активной зоной в восточной части Карибов за всё время сейсмологических наблюдений (с начала XVII века). Единственным сейсмически активным центром именно в Сент-Киттс и Невис является вулкан Лиамуига, высшая точка острова Сент-Китс. Он имеет высоту 1156 м, кратер диаметром около 900 м и глубиной 244 м. Последнее крупное извержение происходило около 1600 лет назад, также два небольших извержения зарегистрированы в 1692 и 1843 годах. Однако постоянная активность горячих источников и регистрация неглубоких землетрясений позволяет отнести вулкан Лиамуига к активным.

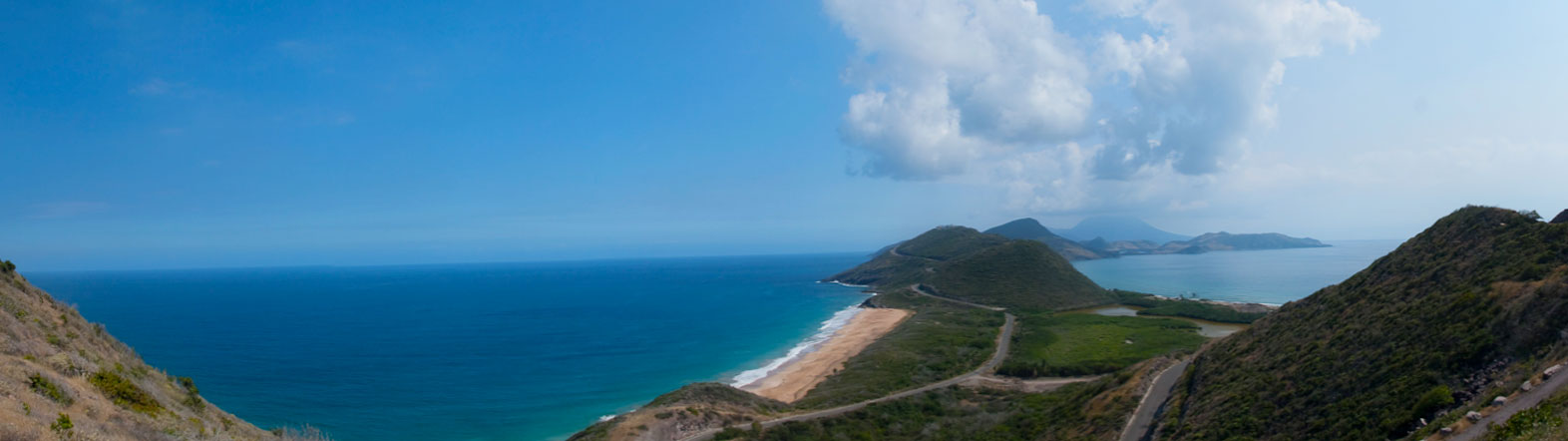
Панорама Сент-Китс и Невис

## Геотермальная энергетика
Благодаря вулканическому происхождению и геотермальной активности Сент-Китс и Невис имеет потенциал для развития геотермальной энергетики. С 2008 года ведутся активные изыскания для оценки этого потенциала, а в феврале 2025 года правительство Сент-Китс и Невис подтвердило финансирование первого геотермального проекта.

## Природные достопримечательности
В Сент-Китс и Невис расположен национальный парк Бримстоун-Хилл-Фортресс, занесённый в 1999 году в список Всемирного наследия ЮНЕСКО.
|  |